# Hanno der Große

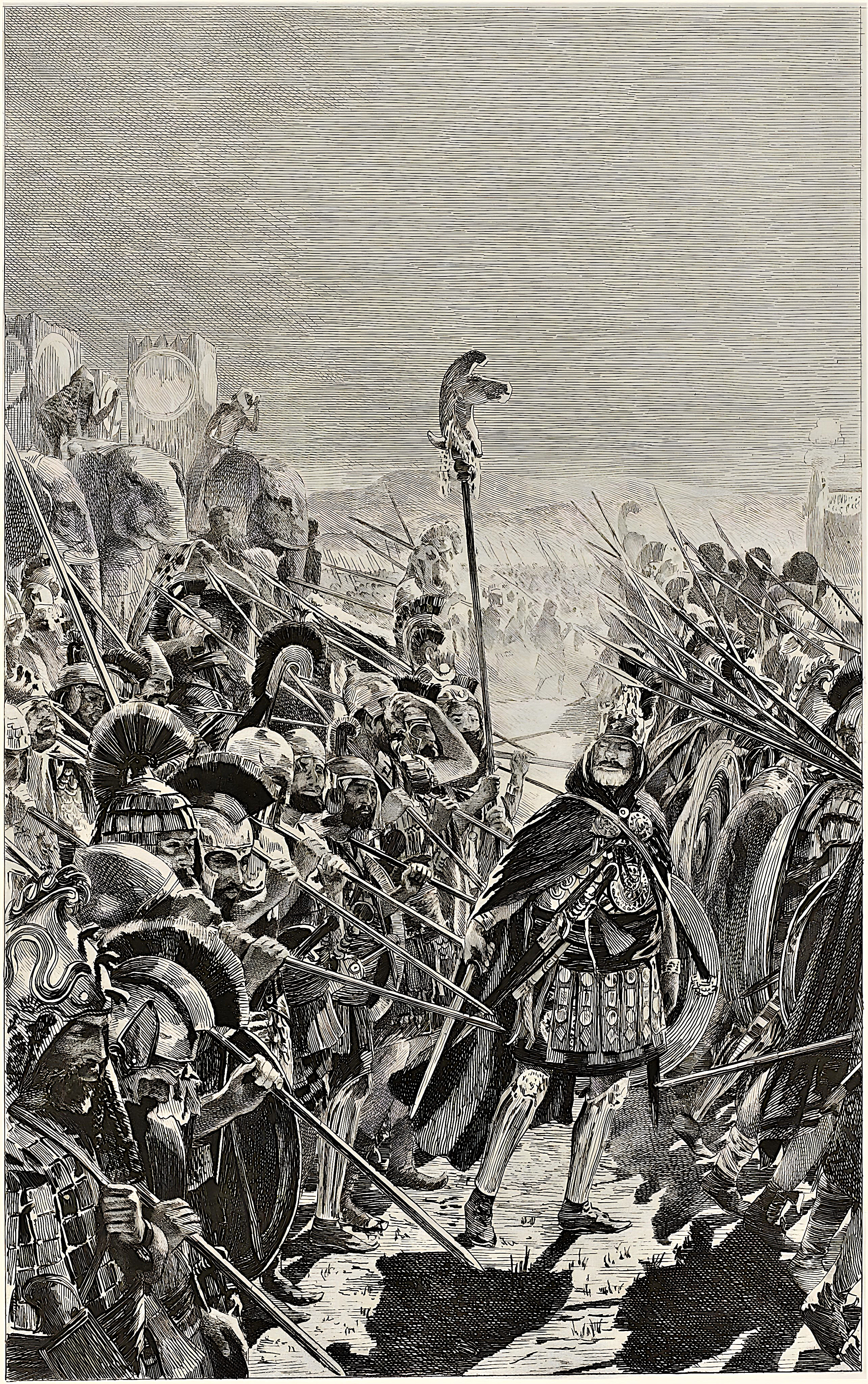
Hanno befehligt seine Armee im Vorfeld der Schlacht von Utica (Ätzradierung von Eugène-André Champollion, 1900)

Hanno der Große (manchmal auch Hanno II.) war ein hochrangiger karthagischer Adliger und Heerführer des 3. Jahrhunderts v. Chr., der als führendes Mitglied des Rates der Ältesten (Synhedrion) maßgeblich die landgestützte Politik und Expansion in Nordafrika prägte. Während der Punischen Kriege setzte er sich für die Konsolidierung der Besitzungen auf dem afrikanischen Festland und eine vorsichtige Auseinandersetzung mit Rom ein, wobei er seestrategischen Unternehmungen entgegenstand.

## Herkunft und Umfeld
Hanno der Große entstammte einer der führenden landbesitzenden Aristokratenfamilien Karthagos, die in der karthagischen Oberschicht als „Hannoniden“ bezeichnet wurde. Der Familienname ḤNʾ (Punic: 𐤇𐤍𐤀) bedeutet „der Begünstigte“ oder „der Gesegnete“ und verweist auf eine semitische Namensbildung, die in Karthago weit verbreitet war. Die Hannoniden gehörten zu jener Politikergarde, die ihr Vermögen überwiegend auf landwirtschaftlichen Großgrundbesitz in Nordafrika gründete und ihren Einfluss durch Pachtverträge mit Stämmen im Hinterland sicherte.
In der politischen Ordnung Karthagos nahm Hanno eine zentrale Stellung im Synhedrion (Rat der Ältesten) ein, dessen Mitglieder aus der wohlhabenden Oligarchie rekrutiert wurden. Dieses Gremium übte nicht nur Beratungskompetenzen in außen- und innenpolitischen Fragen aus, sondern verfügte zugleich über richterliche Funktionen, die es ihm ermöglichten, Urteile über Streitfälle zwischen Adelshäusern zu fällen. Hanno führte die Fraktion der landgestützten Expansionsbefürworter, die gegen die Weiterführung maritimer Abenteuer gegen Rom opponierten und stattdessen territoriale Erweiterungen in Nordafrika anstrebten; ihr Rückhalt fand sich vornehmlich in ländlichen Klientelnetzwerken und stammespolitischen Allianzen jenseits Karthagos Stadtmauern.
Soziales Gefüge und Patronagestrukturen prägten Hannos Umfeld: Die Hannoniden unterhielten enge Beziehungen zu führenden Berberstämmen, deren Häuptlinge gegen finanziellen und politischen Rückhalt in Karthago Loyalität bezeugten. Zugleich war Hanno Mitglied des ordo iudicum, eines besonders mächtigen Richterrates, dessen Lebenszeitamt den Richtern weitreichende Kontrolle über Steuern und Tributzahlungen einräumte und ihn zu einem der einflussreichsten Männer Karthagos machte. Sein soziales Netzwerk reichte vom Senatsadel bis hin zu lokalen Großgrundbesitzern und Stämmen, wodurch Hanno in der karthagischen Oligarchie sowohl als Vermittler agrarischer Interessen als auch als Gegenspieler der Handelspartei der Barkiden fungierte.

## Rolle Hannos im Ersten Punischen Krieg (264–241 v. Chr.)
Hanno der Große („Hannon Maior“) vertrat während des Ersten Punischen Krieges (264–241 v. Chr.) konsequent die Linie, den Konflikt mit Rom nicht auf See, sondern allenfalls in Afrika fortzuführen.
Im Jahr 264 v. Chr. entsandte Karthago eine kleine Flottille unter Hannos Führung, um auf Bitten der Mamertiner die Belagerung von Messana durch Hieron II. von Syrakus zu beenden. Hanno erreichte durch Verhandlungen, dass Hieron die Belagerung aufhob, und sicherte damit Karthago eine kurze Präsenz auf Sizilien, ohne jedoch eine größere Seeschlacht mit den Römern zu riskieren.
Zwei Jahre später (262 v. Chr.) verzögerte Hanno den Ausmarsch zur Entsatzarmee Agrigentums um etwa zwei Monate, was zum einen auf interne Auseinandersetzungen in Karthago und seine ablehnende Haltung zum Seekrieg zurückgeführt wird. Als seine Truppen – darunter auch Kriegselefanten – schließlich eintrafen, wurden sie von den Römern abgewehrt; die Stadt fiel kurz darauf in römische Hand und wurde geplündert.
Ab 244 v. Chr. setzte Hanno seine politische Linie in die Tat um, indem er die karthagische Kriegsflotte demobilisieren ließ. Diese Entscheidung verschaffte den Römern die notwendige Zeit, ihre Marine neu auszustatten und die Seemannschaft auszubilden, sodass sie 241 v. Chr. in der Schlacht bei den Ägatischen Inseln eine entscheidende Seeschlacht gewinnen konnten. Der Verlust der Flotte war somit ein wesentlicher Faktor für Karthagos Niederlage im Ersten Punischen Krieg.

## Söldnerkrieg (241–237 v. Chr.)
Im Verlauf des Söldnerkrieges (241–237 v. Chr.) übernahm Hanno der Große nach dem Abzug der sizilischen Truppen den Befehl über das karthagische Heer in Afrika; seine erste Maßnahme bestand darin, im Lager von Sicca Veneria einen Ausgleich mit den entlohnungsfordernden Söldnern zu suchen, wobei er unter Hinweis auf die Kriegsschulden gegenüber Rom eine Kürzung der rückständigen Soldforderungen verlangte⁠. Die Verhandlungsstrategie scheiterte, da Verzögerungen bei der Übersetzung sowie sein persönliches Ansehen Misstrauen auslösten; das Söldnerheer brach den Dialog ab und marschierte gegen Karthago auf, womit der Aufstand offen ausbrach.
Hanno erhielt daraufhin vom Rat die Aufgabe, den Aufstand niederzuwerfen, führte ein starkes Kontingent – darunter über hundert Kriegselefanten – nach Utica und erzielte zunächst einen Erfolg, als er das feindliche Lager stürmte. Während er jedoch in Utica den Sieg feierte, reorganisierten sich die erfahrenen Söldner, überrumpelten sein Heer und fügten ihm schwere Verluste zu; infolgedessen musste sich Hanno in die Stadt zurückziehen, wo er von den Aufständischen eingeschlossen wurde.
In Karthago wuchs zugleich die innenpolitische Kritik an seiner Führung, weil die Oligarchie um die Landpartei ihre Interessen durch die Fortsetzung des Krieges gefährdet sah. Der Rat berief daher Hamilkar Barkas als zweiten Oberbefehlshaber; er und Hanno gerieten aber in Kompetenzkonflikte, die die Operationsfähigkeit der Armee weiter schwächten. Nach mehreren vergeblichen Entsatzversuchen veranlasste der Senat eine Abstimmung unter den Truppen, bei der sich die Soldaten für Hamilkar als alleinigen Führer aussprachen, sodass Hanno das Kommando abgeben musste. Erst nach erneuter Niederlage des karthagischen Hilfskorps und dem Verlust weiterer Würdenträger vermittelte der Ältestenrat eine förmliche Versöhnung; Hanno trat wieder in eine, nun untergeordnete, Doppelspitze ein, die gemeinsam die Entscheidungsschlacht bei Leptis Minor vorbereitete.
Mit dem endgültigen Sieg über die Rebellen endete Hanno der Große zwar rehabilitiert, seine militärische Reputation blieb jedoch durch die anfänglichen Fehleinschätzungen und die innenpolitischen Auseinandersetzungen zwischen seiner landaristokratischen Fraktion und dem barkidischen Expansionslager dauerhaft beeinträchtigt.

## Haltung im Vorfeld und Verlauf des Zweiten Punischen Krieges (218–201 v. Chr.)
Hanno der Große vertrat bereits vor Ausbruch des Zweiten Punischen Kriegs (218–201 v. Chr.) konsequent eine anti-expansionistische und pro-friedliche Politik gegenüber Rom. Anders als die Barkiden, die in Italien und Spanien militärische Erfolge anstrebten, setzte Hanno auf die Sicherung und Konsolidierung karthagischer Besitzungen in Nordafrika und auf günstige Friedensvereinbarungen. Im Jahr 218 v. Chr. ergriff er im punischen Senat eindringlich das Wort: Nur er allein sprach sich für die Beachtung des Ebro-Vertrags und gegen einen Krieg mit Rom aus und warnte davor, Hamilkars Sohn Hannibal nach Italien zu senden. Dabei mahnte er, man solle die mit Rom geschlossenen Verträge achten und nicht durch militärische Abenteuer einen umfassenden Krieg entfachen, der ungewissen Ausgang und erhebliche Kosten mit sich bringe.
Während des Kriegsverlaufs führte Hanno die anti-barkidische Fraktion in Karthago an und wirkte maßgeblich daran mit, dass keine nennenswerten Verstärkungen an Hannibal nach dessen Sieg von Cannae (216 v. Chr.) aus der Heimat geschickt wurden. Sein Einfluss verhinderte mehrfach Entsatzexpeditionen, indem er die Notwendigkeit weiterer Truppeneinsätze politisch blockierte und so die strategische Handlungsfreiheit seines Rivalen Hannibal erheblich einschränkte. In Folge dieser Entscheidungen verschärfte sich das interne Zerwürfnis zwischen der landbesitzenden Aristokratie, die Hanno repräsentierte, und der Barkidengruppe um Hamilkar und Hannibal, die auf eine Fortsetzung des Feldzugs in Italien setzte.
Nach der entscheidenden Niederlage Karthagos in der Schlacht von Zama (202 v. Chr.) zählte Hanno zu den Gesandten, die den Friedensschluss mit Rom aushandelten. In dieser Funktion trug er dazu bei, die strengen römischen Bedingungen zu akzeptieren und den Karthagern zumindest eine geordnete Beendigung des Kriegs zu ermöglichen. Seine Vermögensinteressen und seine Fokussierung auf nordafrikanische Besitzungen prägten dabei weiterhin seine Friedenspolitik, die eine Rückbesinnung auf die heimische Sicherung und eine Vermeidung weiterer risikoreicher Unternehmungen anstrebte.